# Birkenes kommun
Birkenes kommun (norska: Birkenes kommune) är en kommun i Agder fylke i södra Norge. Kommunens centralort är tätorten Birkeland.
Tidigare har kommunen tillhört dåvarande Aust-Agder fylke.

## Administrativ historik
Likt andra norska kommuner bildades Birkenes kommun på 1830-talet. Flera gränsjusteringar har skett genom åren. 
- 1883 överfördes ett obebott område till Landviks kommun.
- 1967 slogs Birkenes samman med Herefoss och Vegusdals kommuner.
- 1970 överfördes ett obebott område från Frolands kommun.
- 1979 och 1980 överfördes obebodda områden från Frolands kommun.
- 1986 överfördes ett område med 8 invånare till Evje og Hornnes kommun.
- 1991 överfördes ett område med 60 invånare till Frolands kommun.[8]

## Tätorter
I Birkenes kommun finns en tätort:
- Birkeland (centralort)

## Socknar
Inom Norska kyrkan är Birkenes kommun indelad i tre socknar:
- Birkenes socken
- Herefoss socken
- Vegusdals socken

Socknarna ingår i Vest-Nedenes prosteri i Agder og Telemarks stift.